# L'Île-d'Yeu
L'Île-d'Yeu is een gemeente in het Franse departement Vendée in de regio Pays de la Loire en telt 4807 inwoners (2005). De plaats maakt deel uit van het arrondissement Les Sables-d'Olonne. Het is de enige gemeente op het eilandje Île d'Yeu (zonder streepje geschreven).

## Geografie
De oppervlakte van L'Île-d'Yeu bedraagt 23,3 km², de bevolkingsdichtheid is 206,3 inwoners per km².
De onderstaande kaart toont de ligging van L'Île-d'Yeu met de belangrijkste infrastructuur en aangrenzende gemeenten.

## Demografie
Onderstaande figuur toont het verloop van het inwonertal (bron: INSEE-tellingen).
1. ↑  Populations de référence 2022.